# Hôpital bourgeois de Sélestat
L'hôpital bourgeois de Sélestat est un monument historique situé à Sélestat, dans le département français du Bas-Rhin.

## Localisation
Ce bâtiment est situé au 1, place du Vieux-Port à Sélestat.

## Historique

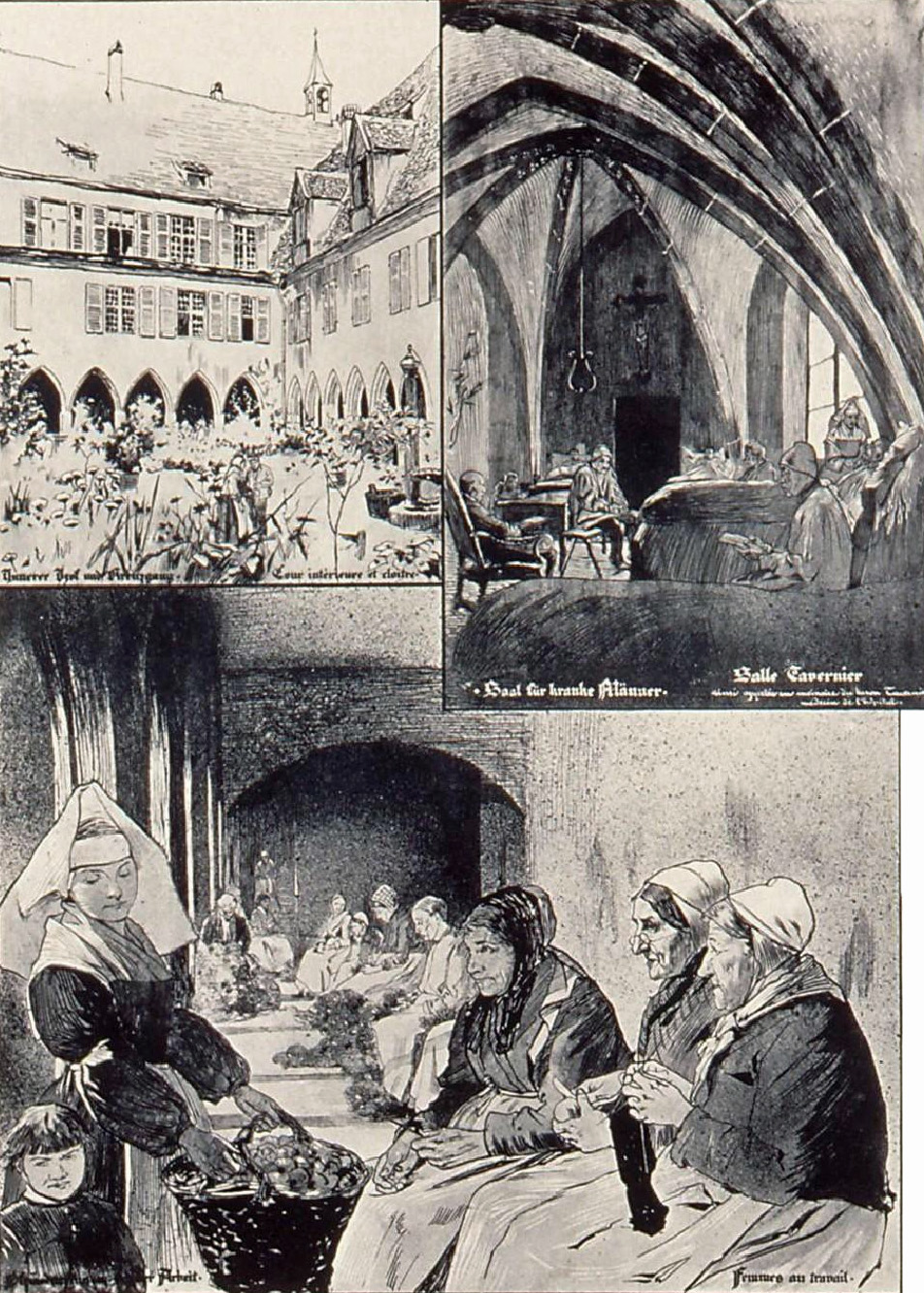
L'hôpital bourgeois de Sélestat vu par Charles Spindler (éd. 1896)

L'édifice fait l'objet d'une inscription au titre des monuments historiques depuis 1995.

## Architecture

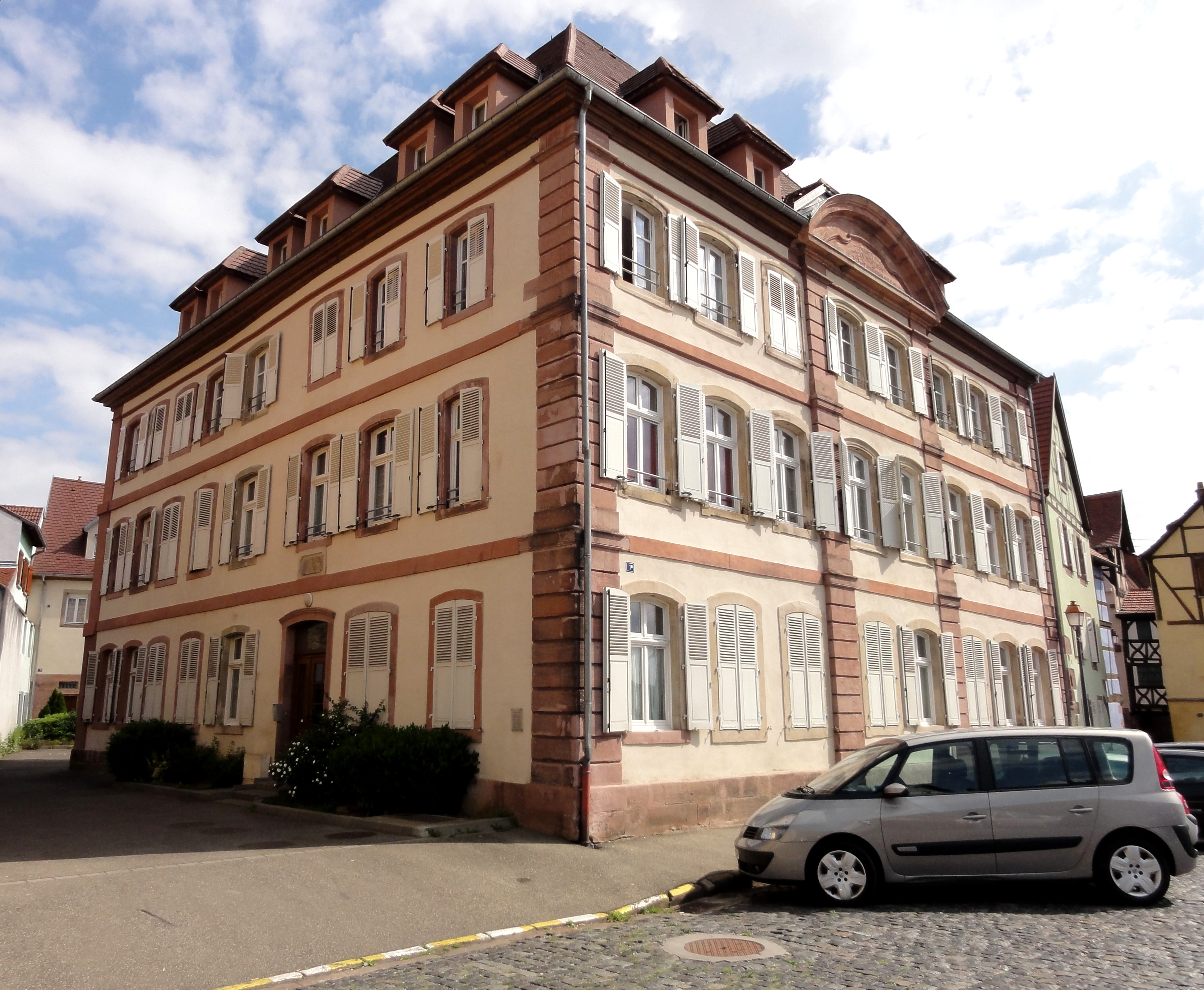
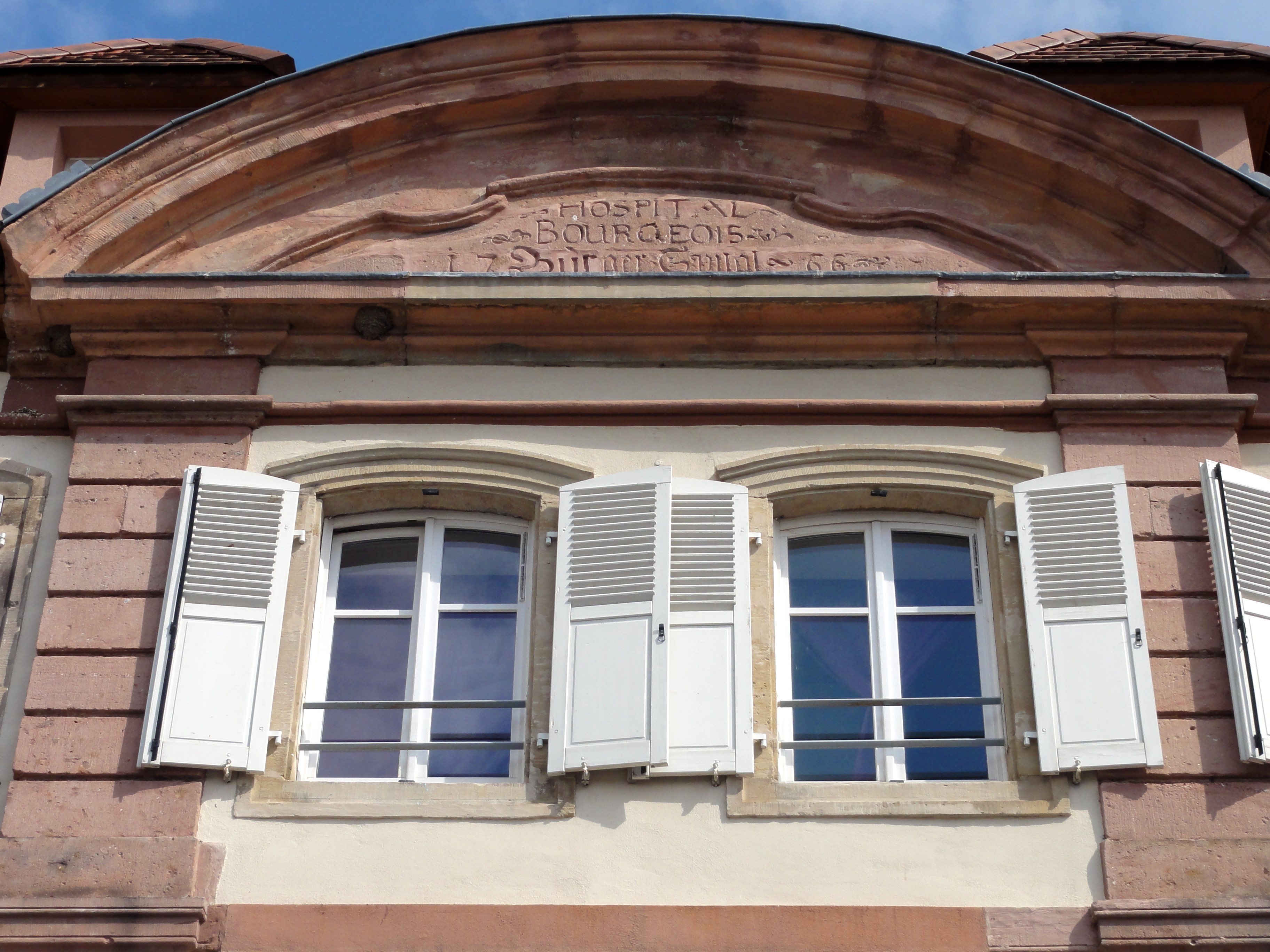